# I Will (F.T. Island-album)
Az I Will a dél-koreai F.T. Island együttes ötödik koreai nyelvű stúdióalbuma, mely 2015. március 23-án jelent meg. Ugyanezen a napon jelent meg az album Pray című dalának videóklipje, melyet a ZanyBros készített. Az albumról előzetesen a To the Light című japán daluk koreai nyelvű változatához készítettek videóklipet.

## Számlista
| #   | Cím                                   | Dalszöveg | Zene                                                                                   | Hossz |
| --- | ------------------------------------- | --- | -------------------------------------------------------------------------------------- | ----- |
| 1.  | Intro                                 | | I Honggi (Lee Hong-gi)                                                                 |       |
| 2.  | Pray                                  | Cshö Dzsonghun (Choi Jong-hoon), I Honggi (Lee Hong-gi), I Dzsedzsin (Lee Jae-jin), Szong Szunghjon (Song Seung-hyun) | Cshö Dzsonghun (Choi Jong-hoon)                                                        |       |
| 3.  | Black Chocolate                       | I Honggi (Lee Hong-gi), Kenn Kato                                                                                     | I Honggi (Lee Hong-gi), I Dzsinho (Lee Jin-ho), Cshö Dzsejol (Choi Jae-yeol)           |       |
| 4.  | BPM69                                 | I Honggi (Lee Hong-gi), I Dzsedzsin (Lee Jae-jin)                                                                     | I Dzsedzsin (Lee Jae-jin), Ko Dzsinjong (Go Jin-yeong), Pak Hjonu (Park Hyeon-u)       |       |
| 5.  | Do You Know Why?                      | I Honggi (Lee Hong-gi)                                                                                                | Cshö Dzsonghun (Choi Jong-hoon), Csang Jongszu (Jang Yeong-su)                         |       |
| 6.  | Hey Girl                              | Cshö Dzsonghun (Choi Jong-hoon), I Dzsedzsin (Lee Jae-jin)                                                            | Cshö Dzsonghun (Choi Jong-hoon), Kim Dzsejang (Kim Jae-yang), Pak Hjonu (Park Hyeon-u) |       |
| 7.  | To The Light                          | I Dzsedzsin (Lee Jae-jin), I Honggi (Lee Hong-gi)                                                                     | I Dzsedzsin (Lee Jae-jin), I Dzsinho (Lee Jin-ho), Cshö Dzsejol (Choi Jae-yeol)        |       |
| 8.  | Time to                               | I Dzsedzsin (Lee Jae-jin)                                                                                             | I Dzsedzsin (Lee Jae-jin), Ko Dzsinjong (Go Jin-yeong), Pak Hjonu (Park Hyeon-u)       |       |
| 9.  | 그림자 (Kurimdzsa (Geurimja) (Shadow) | I Dzsedzsin (Lee Jae-jin)                                                                                             | I Dzsedzsin (Lee Jae-jin)                                                              |       |
| 10. | Please                                | Cshö Dzsonghun (Choi Jong-hoon)                                                                                       | Cshö Dzsonghun (Choi Jong-hoon), I Dzsino (Lee Jin-ho)                                 |       |
| 11. | 빛 (Pit (Bit) (Light)                 | I Honggi (Lee Hong-gi)                                                                                                | I Honggi (Lee Hong-gi)                                                                 |       |